# IsoHunt
isoHunt es un referenciador de Archivos BitTorrent con más de 1,4 millones de torrents en su base de datos y 16 millones pares desde los torrents indexados.

## Historia
Comenzó como isohunt.com pero luego de una batalla legal, el propietario del sitio isohunt.com, Gary Fung, llegó a un acuerdo con la MPAA para cerrar el sitio web e indemizar a la MPAA con 110 millones de dólares.
Más tarde, un grupo anónimo, pudo hacer una copia de isohunt.com (antes de su cierre) y relanzó el sitio como isohunt.tv, no está claro quién o quiénes están ahora detrás del nuevo isohunt.